# Pascal Rambeau
Pascal Rambeau (Vitry-sur-Seine, 14 de abril de 1972) é um velejador francês, medalhista olímpico. Ele competiu nos Jogos Olímpicos de Verão de 2004 na classe Star e conquistou a medalha de bronze, tendo totalizado 54 pontos nas onze regatas disputadas, ao lado de Xavier Rohart. No Campeonato Mundial, Rambeau conquistou um total de quatro medalhas no Starboat com Rohart.